# Hilgenreith

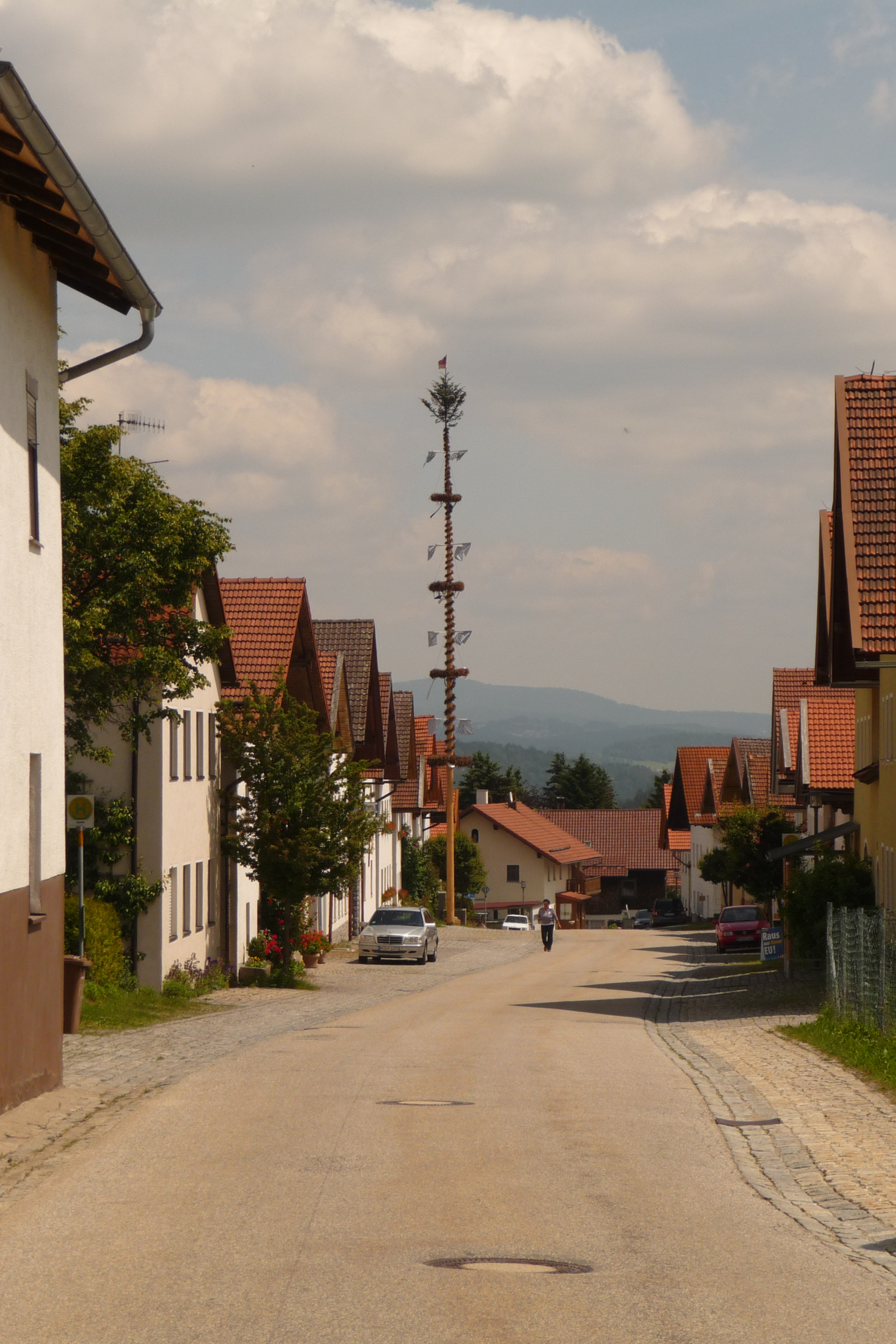
Der Dorfplatz von Hilgenreith

Hilgenreith ist ein Gemeindeteil von Innernzell und eine Gemarkung im niederbayerischen Landkreis Freyung-Grafenau.

## Lage
Das Dorf Hilgenreith liegt etwa einen Kilometer westlich von Innernzell an der Kreisstraße FRG 50.
Die Gemarkung Hilgenreith hat je einen Gemarkungsteil in der Gemeinde Innernzell und der Gemeinde Schöfweg.

## Geschichte
Das Reihendorf „Hiltguntraeut“ gehörte seit 1207 zusammen mit benachbarten Ortschaften zum Hochstift Passau. Im Jahr 1308 gab es Bischof Bernhard nebst anderen Orten als Lehen an den Edelmann Christian von Urleinsberg und seinen Sohn. 1390 waren die verliehenen Güter wieder in der Hand des Hochstifts.
1447 verkaufte Paul Wenger zu Rammelsberg sein Gut zu „Hilkersraeut“ an Kaspar den Puchberger zum Wildenstein. Zusammen mit den umliegenden Dörfern bildete es die Hofmark „Haimbguet“, die Haingüter. 1619 wurden bei einer Beschreibung der Hofmark Tafern, Bräuwerk, Schmiede, Badhaus, Stock und Eisen im Dorf erwähnt, woraus hervorgeht, dass dort auch Gericht gehalten wurde.
Karten aus den Jahren 1829 und um 1840 zeigen die regelmäßige Anordnung von Flur und Anwesen von Hilgenreith, wie es damals bereits genannt wurde. Die Gewanne verliefen kreuzlaufend und wurden unter Flurzwang bis zum Ende des 19. Jahrhunderts in Dreifelderwirtschaft bebaut. Am westlichen Ortseingang befand sich der 37,7 Hektar umfassende Komplex des Wirtsanwesens, das gleichzeitig die Bierbrau-, Metzger- und Bäckergerechtigkeit ausübte. Dann folgten 11 Bauernanwesen mit Besitzgrößen zwischen 18,8 Hektar und 22,6 Hektar sowie eine Schmiede mit 1,1 Hektar am östlichen Ortsausgang. Die Fläche der Allmende betrug etwa 7 Hektar. Um 1860 zählte das Dorf Hilgenreith 118 Einwohner, die gleichnamige Gemeinde, zu der noch die Dörfer Haunstein, Kniereit und Schlag gehörten, 294 Einwohner.
1905 brannte der Ort ab und wurde danach in massiver Steinbauweise als Straßendorf wiederhergestellt.
Die Gemeinde Hilgenreith hatte im Jahr 1925 eine Fläche von 771,80 Hektar und 348 Einwohner in den vier Dörfern Haunstein, Hilgenreith, Kniereit und Schlag. Im Dorf Hilgenreith lebten damals 169 Einwohner in 29 Wohngebäuden. Im Jahr 1946 wurde die Gemeinde Hilgenreith aufgelöst und auf die Gemeinden Innernzell und Schöfweg aufgeteilt. Haunstein und Kniereit kamen zu Schöfweg, Hilgenreith und Schlag kamen zu Innernzell.
Noch auf Karten aus der Mitte des 20. Jahrhunderts ist es als „Hilgenreuth“ und als „Hilgenreit“ eingetragen. Im Jahr 1970 zählte es 225 Einwohner.

## Vereine
- Freiwillige Feuerwehr Hilgenreith, gegründet 1883

## Sonstiges
Über das auf einem Einödhof lebende Ehepaar Anni (* 1936) und Alois (* 1934; † 2020) Sigl erschien 2012 im Ludwig Verlag das Buch Anni und Alois – Arm sind wir nicht: Ein Bauernleben.